# Phyllachora fici-asperrimae
Phyllachora fici-asperrimae är en svampart som beskrevs av Anahosur 1969. Phyllachora fici-asperrimae ingår i släktet Phyllachora och familjen Phyllachoraceae.   Inga underarter finns listade i Catalogue of Life.